# Алвито
Алвито (итал. Alvito) је насеље у Италији у округу Фрозиноне, региону Лацио.
Према процени из 2011. у насељу је живело 988 становника. Насеље се налази на надморској висини од 482 м.

## Становништво
Према резултатима пописа становништва 2011. у општини је живело 2.852 становника.
| 1931. | 1936. | 1951. | 1961. | 1971. | 1981. | 1991. | 2001. | 2011. |
| ----- | ----- | ----- | ----- | ----- | ----- | ----- | ----- | ----- |
| 5.361 | 5.391 | 4.934 | 4.127 | 3.289 | 3.113 | 3.151 | 3.031 | 2.852 |